# 한국체육대학교
한국체육대학교(韓國體育大學校, Korea National Sport University)는 서울특별시 송파구에 위치한 대한민국의 유일한 종합 체육 대학이다. 1976년 12월에 설립하여 이듬해 3월에 개교하였다.

## 목적
국제 수준의 우수한 선수와 학교 체육 및 사회 체육의 전문 지도자 양성에 교육 목적을 두고 있으며, 체육학과 학생들은 전원 기숙사 생활을 하며, 입학금 및 수업료를 전액 면제 받고 있다.

## 연혁
- 1976년 12월 30일 한국체육대학 설립
- 1977년 3월 19일 개교
- 1985년 8월 30일 서울특별시 노원구 공릉동에서 오륜동으로 이전
- 1999년 3월 1일 한국체육대학교로 교명 변경

## 교육편제

### 학부
다음은 2023년 기준 한국체육대학교의 학부 과정 일람이다.
| 스포츠과학대학            | 생활체육대학                                                                                                  | 스포츠문화예술대학          |
| ------------------------- | --- | --------------------------- |
| - 체육학과 - 경기지도학과 | - 사회체육학과 - 스포츠청소년지도학과 - 특수체육교육과 - 스포츠산업학과 - 운동건강관리학과 - 노인체육복지학과 | - 공연예술학과 - 태권도학과 |

### 대학원
한국체육대학교는 일반대학원 1개원과 특수대학원 2개원으로, 총 3개원을 설립하여 석·박사 과정을 제공하고 있다.
- 대학원 - 체육학과(석사, 박사)
  - 석사
    - 인문사회분야
    - 자연과학분야
    - 스포츠코칭분야

  - 박사
    - 건강교육학전공
    - 운동생리학전공
    - 스포츠심리학전공
    - 운동역학전공
    - 스포츠교육학전공
    - 체육사학전공
    - 체육철학전공
    - 스포츠사회학전공
    - 체육측정평가학전공
    - 특수체육학전공
    - 스포츠산업·경영학전공
    - 스포츠의학전공
    - 스포츠코칭전공

- 특수대학원(석사과정)
  - 사회체육대학원
    - 생활체육전공
    - 운동건강관리전공
    - 스포츠산업·경영전공
    - 태권도전공
    - 생활무용전공
    - 스포츠청소년지도전공
    - 스포츠재활전공
    - 장애인체육전공
    - 스포츠안전관리전공
    - 외국인전형(정원 외)

- - 스포츠융복합대학원
    - 스포츠AI·빅데이터 전공
    - 스포츠공학 전공
    - 외국인전형(정원 외)

## 학생 활동

### 체육학과

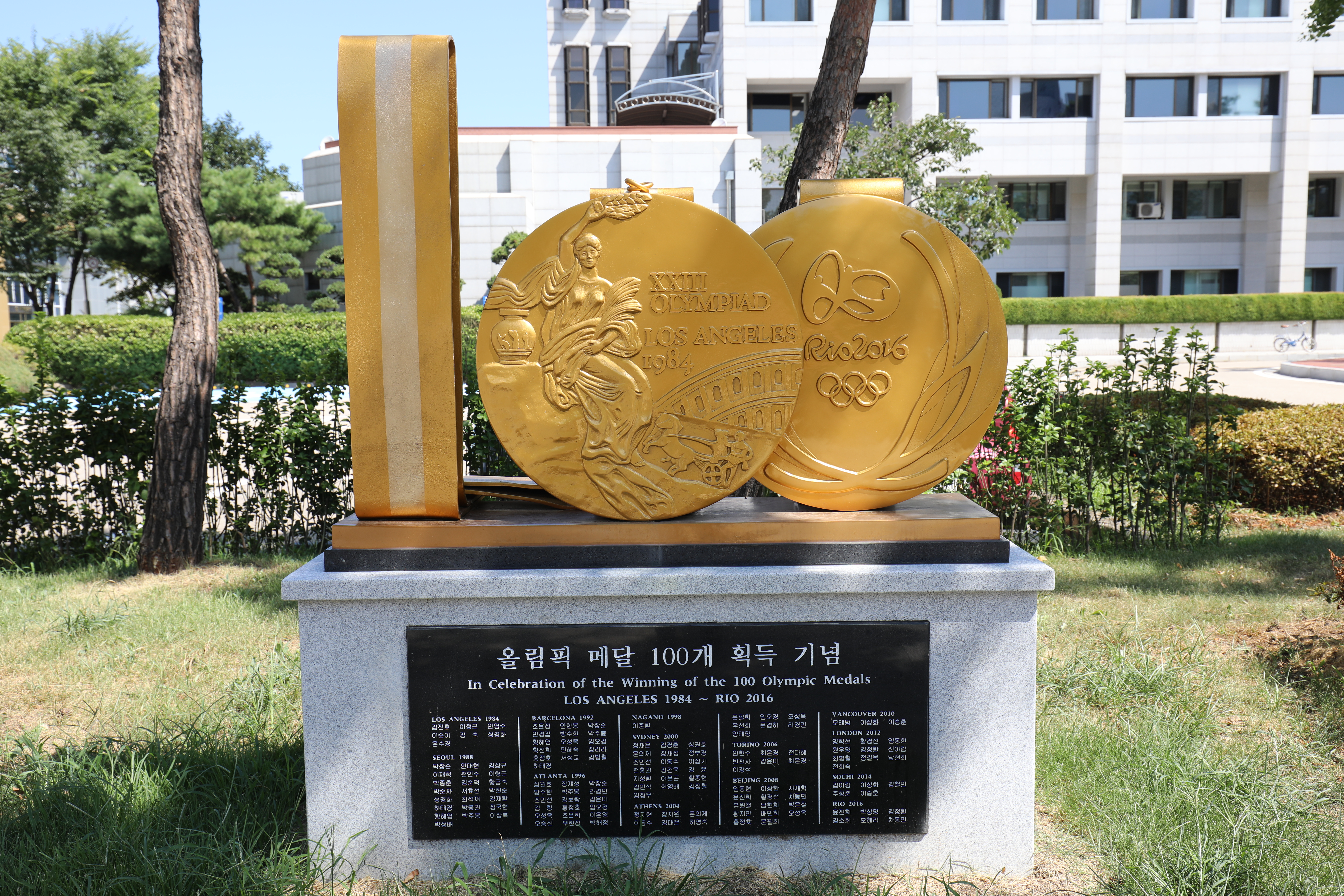
올림픽 100개 메달 획득 기념 조형물

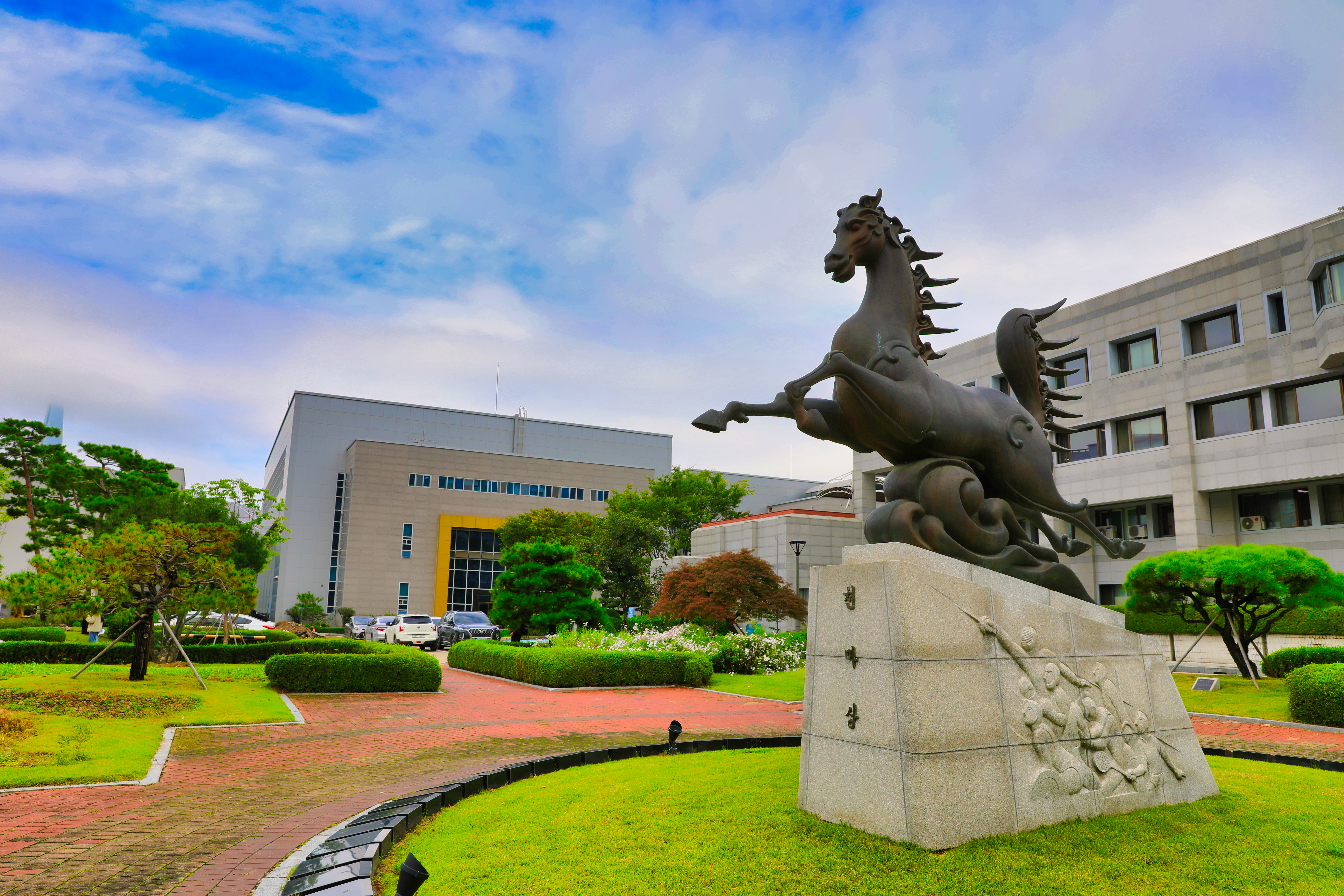
한국체육대학교를 상징하는 본관 앞 천마상

한국체육대학교는 양궁·레슬링·배드민턴·육상·체조 등 20여개 종목의 운동부를 확보하고 있다.

### 천마축제
매년 5월에 학교 축제인 ‘천마축제’를 개최하고 있다.

## 해외 교류
한국체육대학교는 2022년 기준, 23개국 47개교와 자매결연을 맺고 교류하고 있다.

## 주변 주요 시설
- 올림픽공원역 (한국체대)
- 둔촌오륜역
- 올림픽공원
- 서울체육고등학교
- 국제영어대학원대학교

## 같이 보기
- 대한체육회
- 국군체육부대
- 조선체육대학